# 줄리엣 고글리아
줄리엣 골리아(영어: Juliette Goglia, 영어 발음: /ˈɡoʊliə/, 1995년 9월 22일 ~ )는 미국의 배우이다. 시트콤 《마이클 J. 폭스 쇼》에 출연했다.

## 출연 작품
- 내가 사랑했던 모든 여자들에게 (2019)
- 인사이드 아웃 (2011)
- 이지 A (2010)
- 파이어드 업! (2009)
- 그랜파 포 크리스마스 (2007)
- 배니쉬드 (2006)
- 가필드 (2004)

### 텔레비전
- 마이클 제이 폭스 쇼 (2013)
- 어글리 베티 (2006)
- 위기의 주부들 (2004)
- CSI 라스베가스 시즌8 (2007)
- 댓츠 소 레이번 (2003)
- 조안 오브 아카디아 (2003)
- 두 남자와 1/2 시즌1 (2003)